# Portret Mariana Goi (1827)

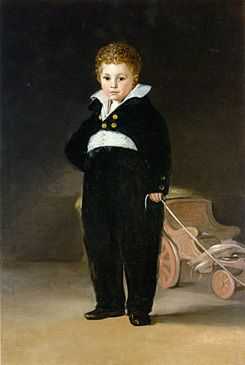
Portret Mariana Goi, ok. 1810

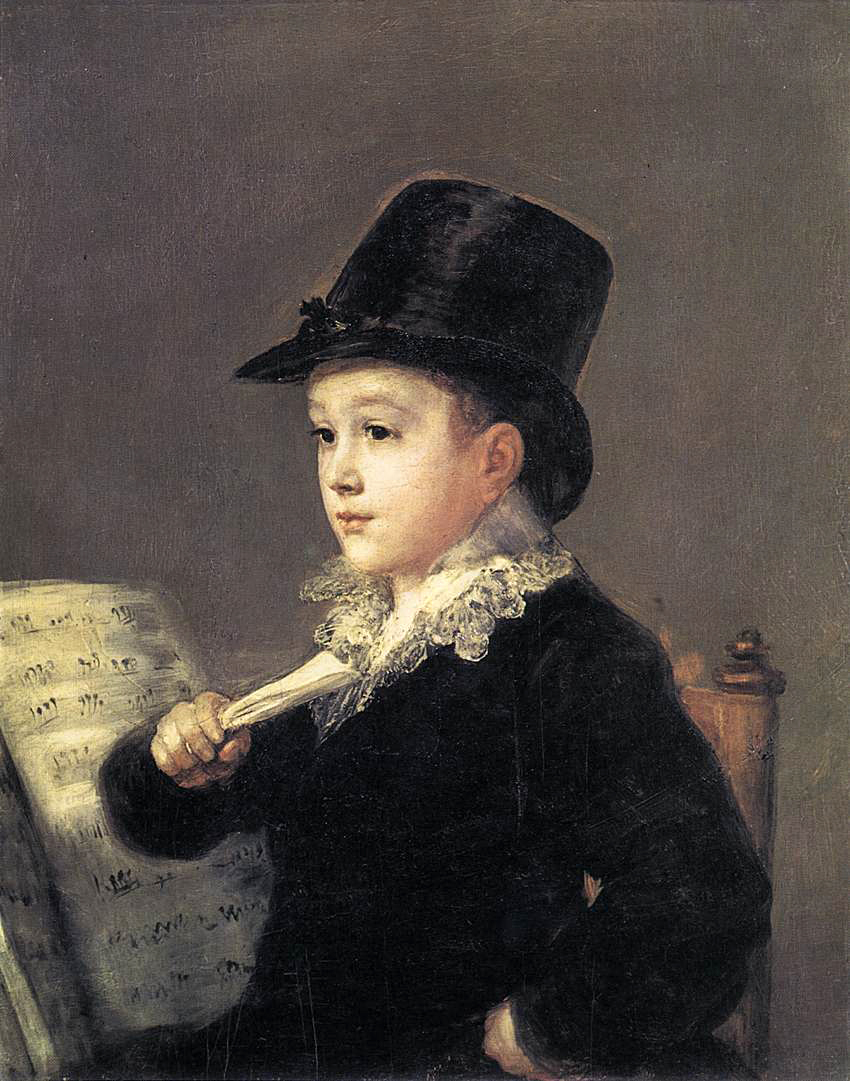
Portret Mariana Goi, 1813–1815

Portret Mariana Goi (hiszp. Retrato de Mariano Goya, nieto del pintor) – obraz olejny hiszpańskiego malarza Francisca Goi. Portret przedstawia Mariana Goyę, wnuka malarza i należy do zbiorów Meadows Museum w Dallas. 

## Okoliczności powstania
Francisco Goya i jego żona Josefa Bayeu mieli sześcioro dzieci, ale oprócz syna Javiera wszystkie zmarły we wczesnym dzieciństwie. W 1804 roku Javier Goya ożenił się z Gumersindą Goicoecheą, z którą miał jedynego syna Mariana, nazywanego zdrobniale „Marianito”. Zarówno syn, jak i wnuk byli dla malarza niezwykle ważni, dawał im liczne dowody przywiązania i dbał o ich sytuację materialną. Rodzice Mariana mieszkali z malarzem do 1806 roku, kiedy przeprowadzili się do domu, który im podarował. Dzięki posagowi Gumersindy i wsparciu Goi nie pracowali i prowadzili wygodne życie ze skłonnościami do luksusu. Goya sportretował swojego wnuka trzykrotnie: w wieku 3–4 lat z zabawką, w wieku około 7–9 lat przy partyturze i jako młodego mężczyznę w 1827 roku. Na ostatnim portrecie zaciera się ślad po delikatnych i niewinnych rysach chłopca.
W 1824 roku Goya wyemigrował do Francji, obawiając się represji ze strony obozu króla Ferdynanda VII. We wrześniu 1823 tuż przed wyjazdem z kraju przepisał Marianowi swoją posiadłość nazywaną Domem Głuchego, w której namalował czarne obrazy. W Bordeaux odłożył dużą część swoich dochodów na utrzymanie Mariana. W lipcu 1827 roku 81-letni i słabego zdrowia malarz odbył ciężką podróż z Bordeaux do Madrytu. Motyw podróży nie jest znany, prawdopodobnie chciał uregulować sprawy finansowe związane z pensją nadwornego malarza. W czasie tej ostatniej wizyty w ojczyźnie namalował portret swojego wnuka Mariana. W 1828 roku na wieść o chorobie dziadka Mariano przyjechał do Bordeaux i towarzyszył mu w ostatnich chwilach. 
Mariano de Goya y Goicoechea urodził się 11 czerwca 1806 roku w Madrycie. W 1831 roku poślubił Concepción Mariátegui, córkę Francisca Javiera, inżyniera wojskowego i członka Akademii Sztuk Pięknych św. Ferdynanda. Prawdopodobnie mieli córkę Purificación. Mariano zajmował się ryzykownymi spekulacjami w branży wydobywczej oraz kupnem dóbr i terenów skonfiskowanych gospodarstw. W 1854 roku sprzedał otrzymany od dziadka Dom Głuchego. W 1859 owdowiał. Stracił majątek, spekulując na giełdzie, a w konsekwencji wyprzedał posiadane obrazy, rysunki i płytki grawerskie dziadka przyczyniając się do rozproszenia rodzinnej kolekcji. Niekiedy korzystał z pomocy członków rodziny Madrazo jako pośredników sprzedaży. Poważnie zadłużony, chronił się w mniejszych miejscowościach w okolicy Madrytu: Fuencarral, Bustarviejo i La Cabrera, gdzie do jego majątku należał stary klasztor San Antonio. W 1846 roku próbował nabyć tytuł markiza del Espinar, ale choć prawa sprzedawcy do tytułu okazały się złudne, do końca życia tytułował się markizem. Początkowo identyfikował się jako liberał, a pod wpływem życiowych niepowodzeń jego poglądy zradykalizowały się i uważał się za republikanina. Ożenił się z Baskijką Franciscą Vildósola, z którą miał córki Luisę i Franciscę, a ich potomkowie noszą współcześnie nazwisko Sáez de Goya. Zmarł w La Cabrera 7 stycznia 1874 roku w wieku 68 lat.

## Opis obrazu
Jest to trzeci portret Mariana namalowany przez jego dziadka. Dzieło jest wyrazem głębokiej miłości Goi do wnuka i świadectwem jego transformacji jako artysty w ostatnich latach życia. Mariano został przedstawiony w popiersiu, ma na sobie ciemny kaftan, białą kamizelkę i koszulę oraz ciemny krawat zawiązany wysoko pod szyją. Patrzy na widza żywym, nieco wyniosłym spojrzeniem. Goya przedstawia przystojnego młodego mężczyznę o przyjaznych rysach twarzy oraz młodzieńczej radości i sympatii. Ma duże oczy i różową cerę, a kręcone brązowe włosy wyglądają jak aureola wokół jego głowy. Uwagę zwraca znamię na lewym policzku. Enrique Lafuente Ferrari rozmawiał z mieszkańcami miejscowości, w której zmarł Mariano. Z ich opisu wynika, że jego ciało było pełne blizn powstałych w wyniku licznych starć, do których prowadził jego temperament. 
Artysta często podpisywał i dedykował swoje ostatnie prace, a także z pewną dumą odnotowywał swój wiek. Inskrypcja Goya á su / nieto en. 1827, / á / los 81 de su / edad (Goya swojemu wnukowi w 1827 w wieku 81 lat) widnieje na odwrocie obrazu. Według Xaviera Braya nie jest autorska.

## Technika

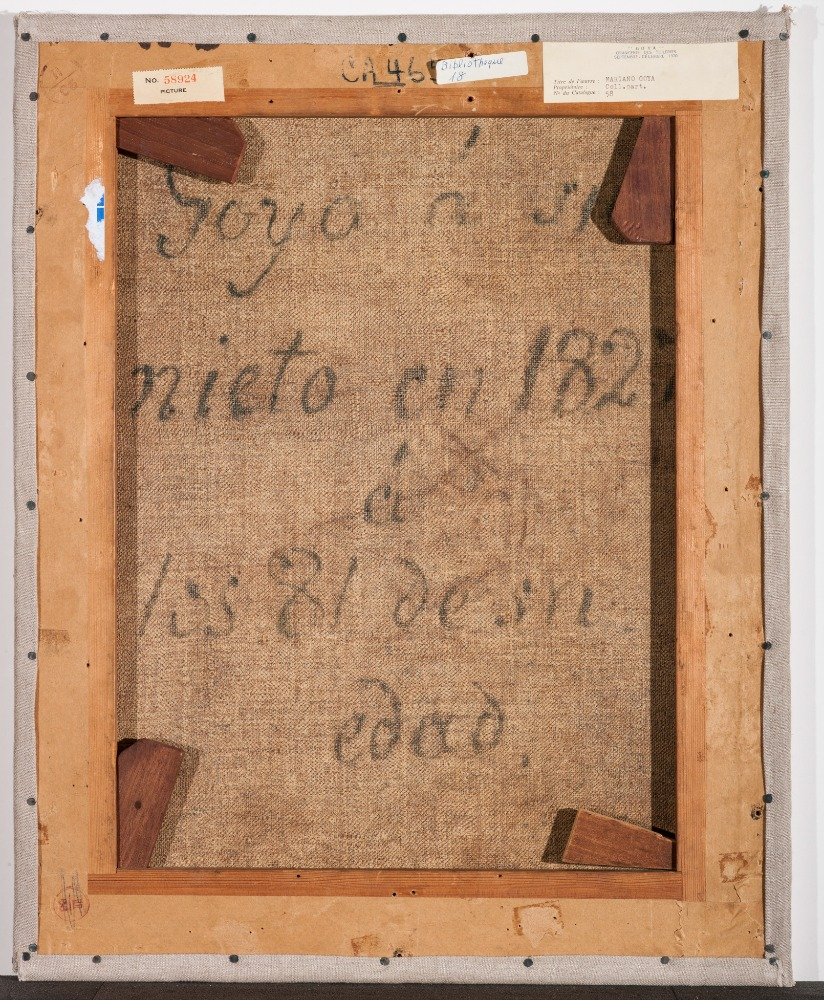
Dedykacja Goi na rewersie obrazu

Goya malował głównie szybkimi i zdecydowanymi pociągnięciami pędzla, chociaż gdzieniegdzie są miękkie i dopracowane. W niektórych miejscach farba jest nałożona cienko, a w innych impulsywnie – jedno pociągnięcie pędzla z szaroniebieskim kolorem koryguje zarys ucha Mariana. Paleta barw jest ograniczona do odcieni czerni, bieli i koloru cielistego, co jest typowe dla późnych portretów Goi. Malując twarz Goya użył oliwkowej i ziemistej farby, a rysy zaznaczył szerokimi pociągnięciami pędzla z cielistą i różową farbą, pozostawiając miejscami widoczny podkład. Malarz koncentrował się głównie na twarzy, a strój został oddany w szybki, szkicowy sposób. Na fałdzie białej tkaniny pod krawatem widać trzy małe kropki przypominające guziki, jeden zdaje się zakrywać czerwoną, rubinową szpilkę do krawata. Być może Goya uznał, że nie pasuje do stonowanych barw kompozycji. 
Format portretu jest zbliżony do namalowanych w latach 1826–1827 dzieł: Portretu Jacques’a Galosa, litografii Portret rytownika Gaulona, a także portretu Joaquína Maríi Ferrera z 1824 roku.

## Proweniencja
Obraz należał do portretowanego, a następnie do różnych kolekcji prywatnych: Eduarda Cano w Madrycie, Manuela Ussela (lub Wssela) (1833–1907) w Sewilli, a później w Kartaginie, Manuela de Urzaiz w Sewilli (do 1887) i prawdopodobnie D. Zubina w Sewilli, do 1902 roku. Następnie trafił do galerii M. Knoedler & Co. w Nowym Jorku, gdzie w 1954 roku nabył go grecki kolekcjoner George Embiricos. W styczniu 2013 roku został wystawiony na aukcji w Sotheby’s, ale nie znalazł kupca. W tym samym roku został nabyty przez Meadows Foundation z pomocą donacji filantropa Eugene’a McDermotta, z okazji 50-lecia Meadows Museum.